# Сант-Іларіо-делло-Йоніо
Сант-Іларіо-делло-Йоніо (італ. Sant'Ilario dello Ionio, сиц. Santu Lariu) — муніципалітет в Італії, у регіоні Калабрія,  метрополійне місто Реджо-Калабрія‎.
Сант-Іларіо-делло-Йоніо розташований на відстані близько 520 км на південний схід від Рима, 85 км на південний захід від Катандзаро, 50 км на схід від Реджо-Калабрії.
Населення — 1366 осіб (2014).
Щорічний фестиваль відбувається 21 жовтня (останньої неділі жовтня). Покровитель — Sant'Ilarione Abate.

## Демографія
Населення за роками:

Станом на 1 січня 2023 року в муніципалітеті офіційно проживали 184 іноземці з 26 країн, серед них 23 громадяни країн Євросоюзу та 3 громадяни України.

## Сусідні муніципалітети
- Антоніміна
- Ардоре
- Чиміна
- Портільйола